# Jocs Mundials Militars
Els Jocs Mundials Militars, en anglès Military World Games, són una competició multi-esportiva per a esportistes militars organitzada pel Consell Internacional de l'Esport Militar (Conseil International du Sport Militaire-CISM). Es disputa des de l'any 1995, mentre que l'edició d'hivern fou creada el 2010, organitzada per la regió italiana de la Vall d'Aosta entre el 20 i el 25 de març de 2010.

## Edicions dels Jocs d'Estiu
| Edició | Any  | Seu               | Països | Esportistes | Esports | Proves | Líder Medaller  |
| ------ | ---- | ----------------- | ------ | ----------- | ------- | ------ | --------------- |
| I      | 1995 | Roma              | 93     | 4017        | 17      | 179    | Rússia          |
| II     | 1999 | Zagreb            | 80     | 7825        | 18      | 199    | Rússia          |
| III    | 2003 | Catània           | 81     | 3217        | 11      | 120    | R.P. de la Xina |
| IV     | 2007 | Hyderabad (Índia) | 101    | 4738        | 15      | 157    | Rússia          |
| V      | 2011 | Rio de Janeiro    | 113    | 4017        | 20      | 195    | Brasil          |
| VI     | 2015 | Mungyeong         | 110    | 8700        | 24      | 248    | Rússia          |
| VII    | 2019 | Wuhan             | 110    | 9308        | 27      | 316    | R.P. de la Xina |

## Edicions dels Jocs d'Hivern
| Edició | Any  | Seu           | Països                                     | Esportistes                                | Esports                                    | Proves                                     | Líder Medaller                             |
| ------ | ---- | ------------- | ------------------------------------------ | ------------------------------------------ | ------------------------------------------ | ------------------------------------------ | ------------------------------------------ |
| I      | 2010 | Vall d'Aosta  | 43                                         | 800                                        | 6                                          | 28                                         | Itàlia                                     |
| II     | 2013 | Annecy        | 40                                         | 1000                                       | 8                                          | 36                                         | França                                     |
| III    | 2017 | Sochi         | 25                                         | 402                                        | 7                                          | 44                                         | Rússia                                     |
| IV     | 2022 | Berchtesgaden | Cancel·lat per la pandèmia de la COVID-19. | Cancel·lat per la pandèmia de la COVID-19. | Cancel·lat per la pandèmia de la COVID-19. | Cancel·lat per la pandèmia de la COVID-19. | Cancel·lat per la pandèmia de la COVID-19. |
| V      | 2025 | Berna         |                                            |                                            |                                            |                                            |                                            |